# Бриль, Пауль
Пауль Бриль (нидерл. Paul Bril; 1554, Антверпен — 7 октября 1626, Рим) — южнонидерландский (фламандский) художник: живописец, рисовальщик и гравёр. маньерист, пейзажист. Член большой семьи художников из Антверпена. Один из главных представителей нидерландского романизма.

## Биография
Пауль Бриль родился в 1556 году в городе Антверпене, в большой семье потомственных живописцев. Учился у местного живописца Дамиана Оортельмана, в 1582 году переехал в Рим к своему старшему брату Матеусу Брилю (1550—1584), продолжал обучение у него и, как считается, значительно превзошёл брата мастерством. После смерти Матеуса в 1584 году Пауль, который, сумел получить его должность и выгодные заказы. В Риме он сотрудничал с другими художниками и имел большое количество учеников, в том числе из родной Фландрии. В 1621 году стал принцепсом (президентом) Академии Святого Луки в Риме. Его картины ценили коллекционеры.
Пауль Бриль писал пейзажи — фрески и картины маслом на религиозные темы, пейзажи, в том числе морские, батальные сцены, аллегории. Он стремился к единству колорита и светотени на своих картинах и тем самым под влиянием итальянских мастеров значительно развил искусство пейзажа. Однако пространственные построения с помощью цвета остались в его картинах типично нидерландскими: тёмный передний план коричневатых оттенков, светлый зеленоватый второй и прозрачно голубой дальний.
Одной из его лучших работ считается картина «Мученичество святого Климента», находящаяся в Музее Пио-Клементино в Ватикане. Другая часть его наследия включает фрески, небольшие картины «кабинетной живописи» на меди и стекле. Тематикой многих его картин является итальянская столица и её окрестности.
Пауль Бриль скончался 7 октября 1626 года в Риме. Он оказал заметное влияние на творчество многих романистов: итальянских и нидерландских художников, работавших в Риме: Адама Эльсхаймера, Корнелиса ван Пуленбурга, Себастьяна Франча и Бартоломмеуса Бренберга. которые в настоящее время находятся в различных музеях Европы. Бриль также занимался офортом и резцовой гравюрой на меди.
В Санкт-Петербургском Эрмитаже хранятся четыре картины Пауля Бриля (одна из них условно приписывается), поступавшие в музей в разные годы из разных западноевропейских собраний.

## Галерея

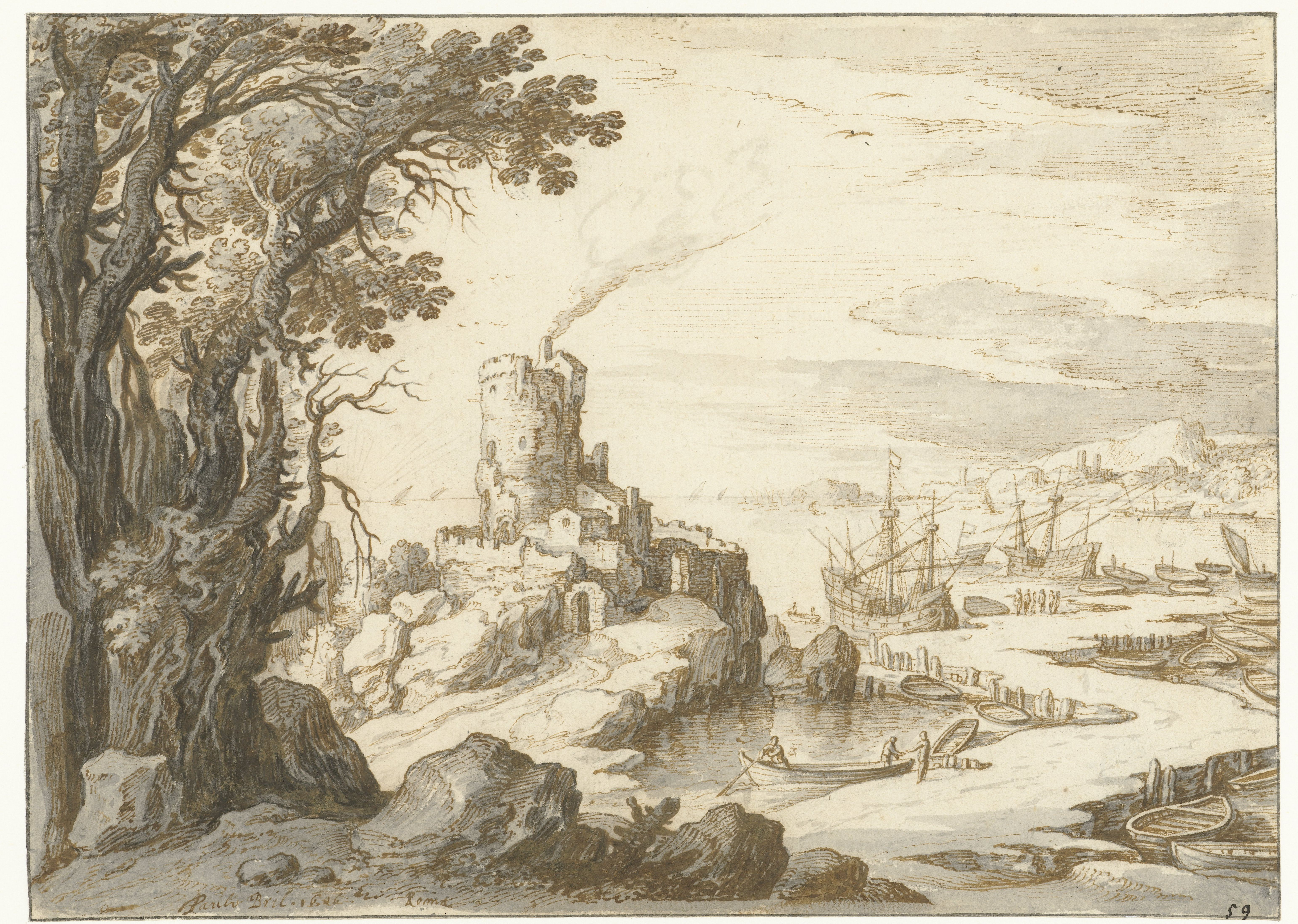
Пейзаж с донжоном. Между 1564 и 1626. Бумага, перо, кисть, коричневые чернила. Рийксмюсеум, Амстердам
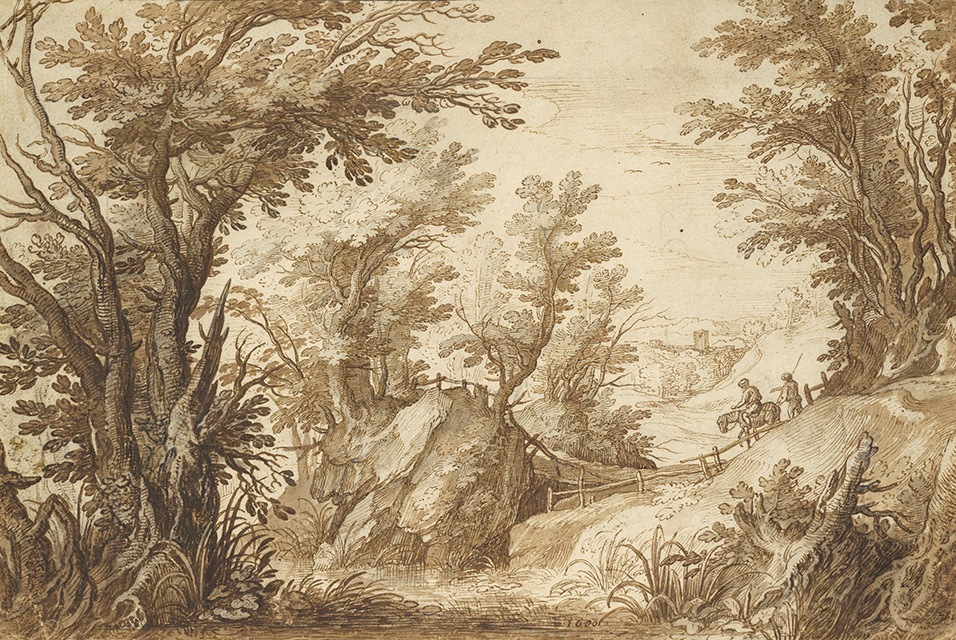
Пейзаж с путниками. 1600. Бумага, чёрный мел, тушь, перо, коричневые чернила. Коллекция Дж. Абрамса, Бостон, Массачусетс, США
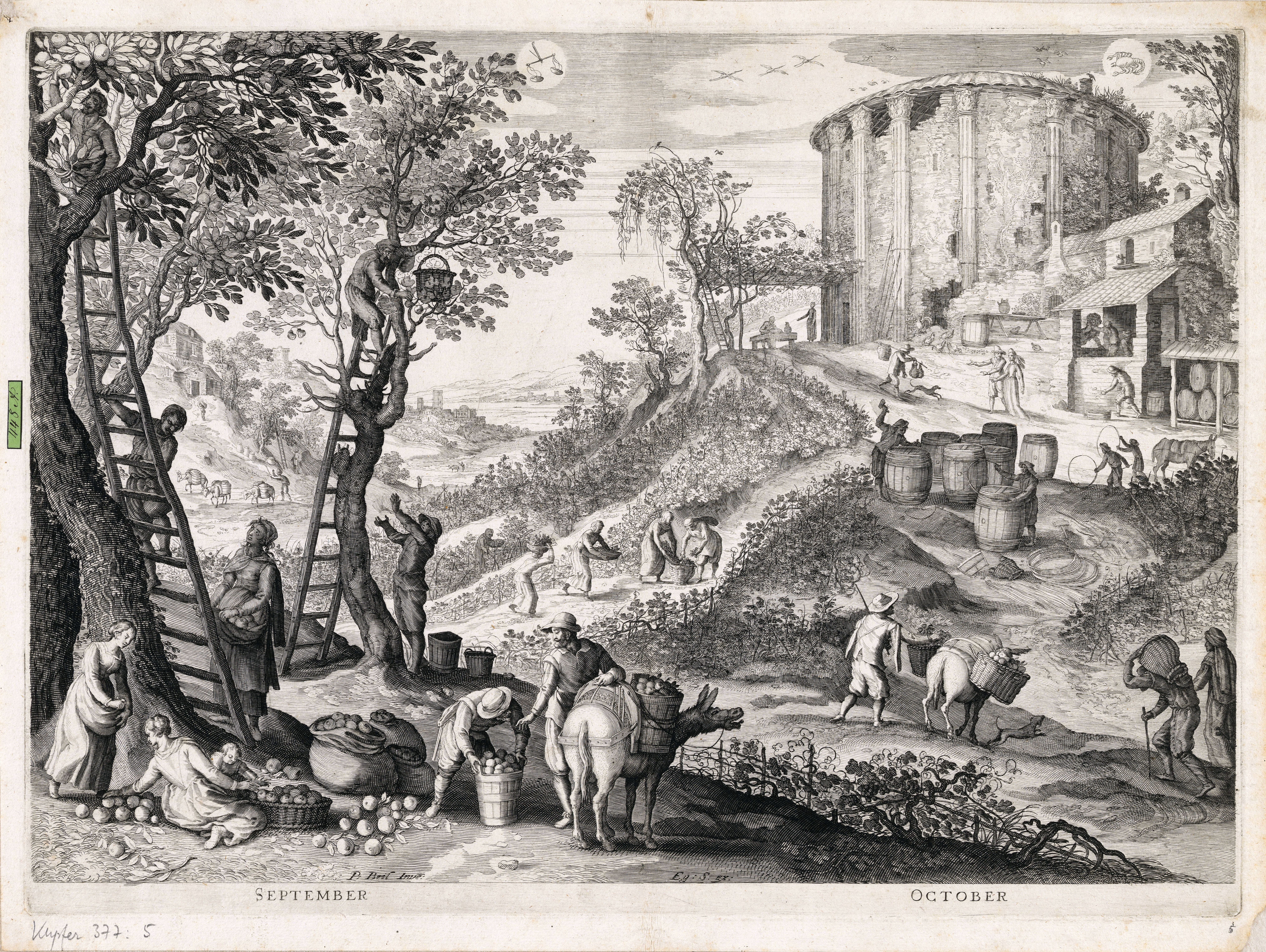
Сентябрь, октябрь. Из серии «Времена года». 1615. Офорт, резец
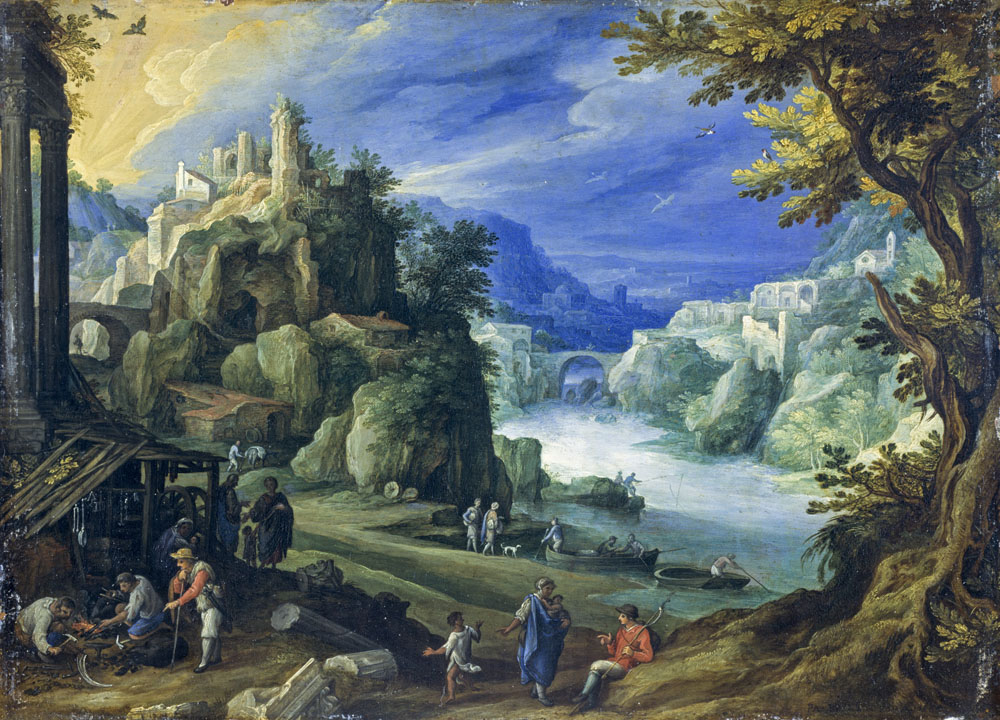
Фантастический горный пейзаж. 1598. Медь, масло. Национальная галерея Шотландии, Эдинбург
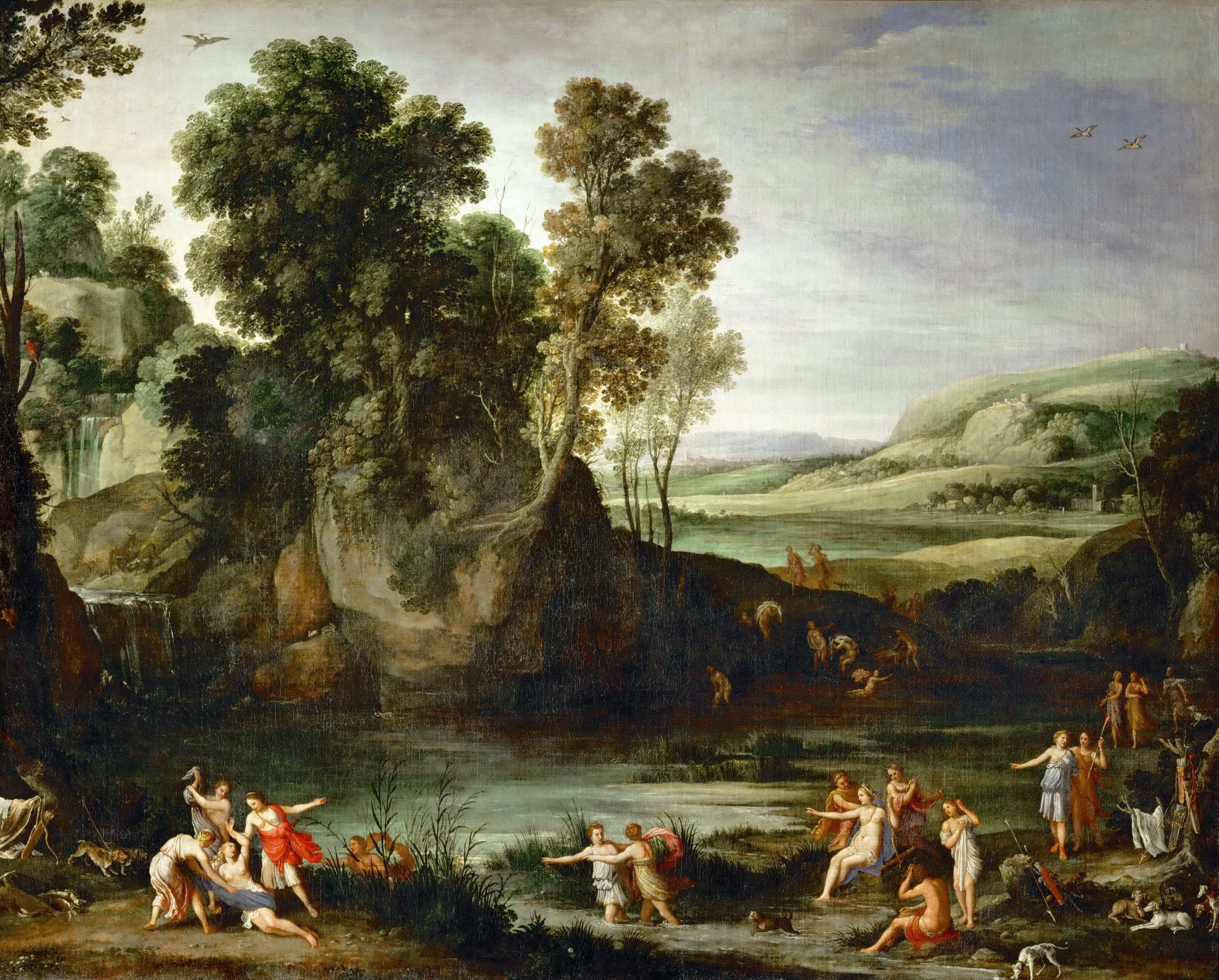
Диана узнаёт о беременности Каллисто (фигуры написаны А. Тасси ?). Между 1615 и 1620. Холст, масло. Лувр, Париж
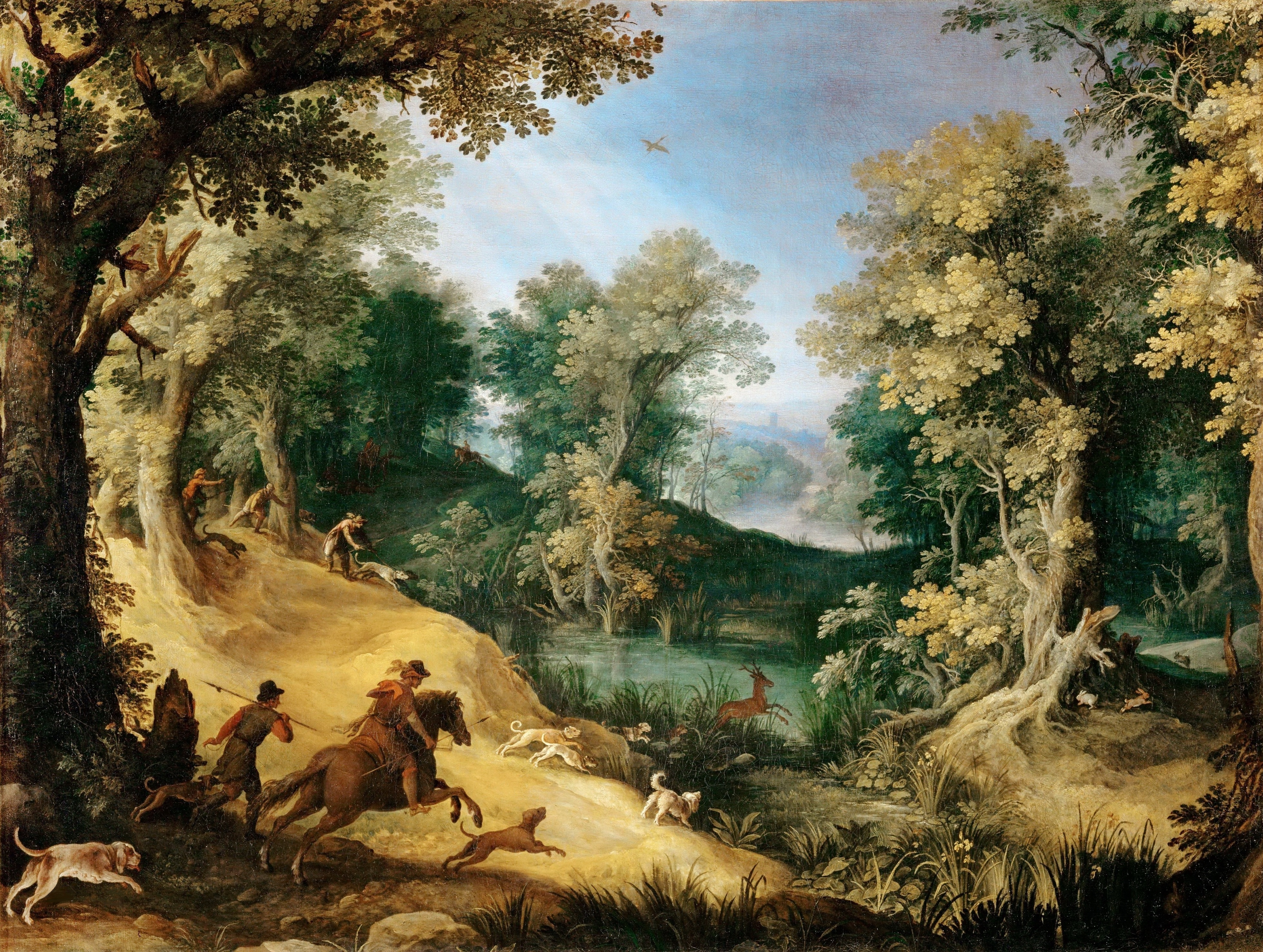
Охота на оленей. Между 1590 и 1595. Холст, масло. Лувр, Париж
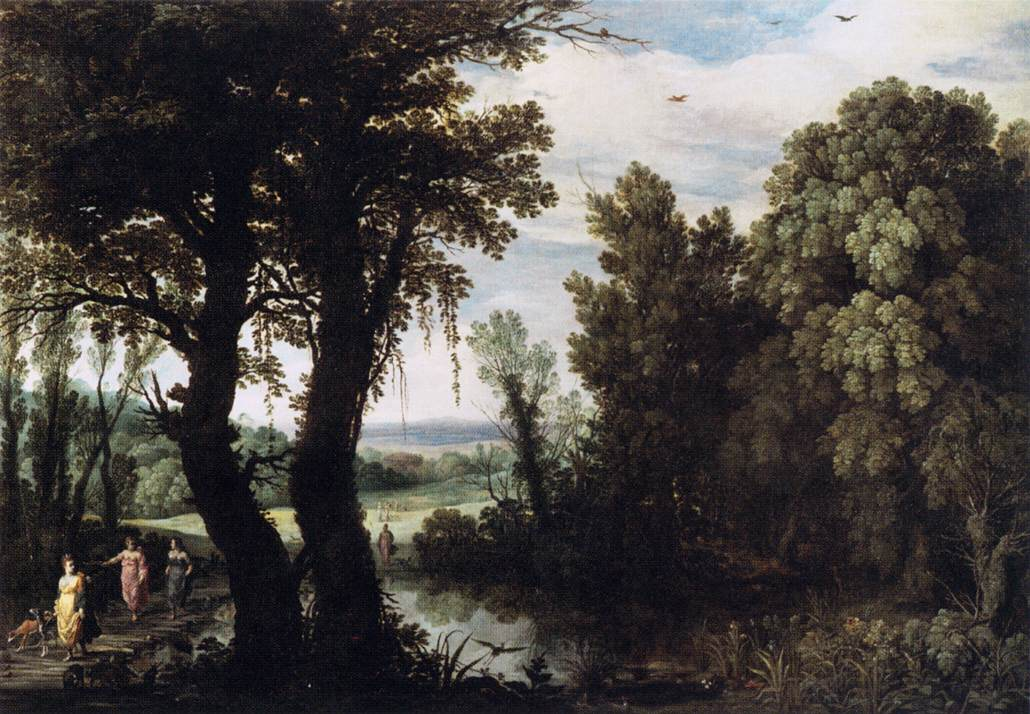
Диана и нимфы на охоте. Ок. 1600. Холст, масло. Лувр, Париж